# Арвілс Ашераденс
Арвілс Ашераденс (латис. Arvils Ašeradens) — латвійський політик та журналіст, чинний Міністр фінансів Латвійської республіки з 14 грудня 2022 року. Міністр економіки (2016—2019) та віце-прем'єр міністр в уряді Маріса Кучінскіса. Отримав ступінь магістра з економічної географії в Університеті Латвії в 1986 році.